# Pablo Casas Santofimio
Pablo Casas Santofimio (Tolima, 1927-Bogotá, 1983) fue un matemático y político colombiano, que se llegó a desempeñar como Intendente (Gobernador) de San Andrés y Providencia.

## Reseña biográfica
Considerado el primer matemático formado en Colombia, inicialmente comenzó estudiando Ingeniería en la Universidad Nacional de Colombia, pero interrumpió la carrera para estudiar Matemáticas, graduándose con una licencitaura en Matemáticas Superiores en la Facultad de Ciencias de la Universidad Nacional en 1951. Posteriormente, estudió en la Escuela de graduados de la Universidad de Princeton, donde conoció personalmente a Albert Einstein, y se graduó con título de Philosophiæ doctor.
También se desempeñó como profesor universitario en la Universidad Nacional, la Universidad de los Andes y la Universidad del Tolima. Así mismo, fue Secretario General del Partido Liberal, senador de la República, rector de la Universidad del Tolima y cofundador del periódico El Cronista. También fue un funcionario de alto nivel de la Universidad Nacional y del Ministerio de Gobierno; en 1960, durante la presidencia de Alberto Lleras Camargo, se llegó a desempeñar como Ministro de Gobierno Encargado. También fue colaborador del matemático húngaro Juan Horváth en la Revista de Matemáticas Elementales. 
Casado con Cecilia Dupuy Casabianca, hija del también intendente de San Andrés Alberto Dupuy y nieta del Ministro de Guerra Manuel Casabianca Wersares; una de sus hijas es la filósofa, traductora y espía Rosario Casas Dupuy.
Falleció de un infarto a la edad de 56 años.